# Agrodiaetus splendens
Agrodiaetus splendens är en fjärilsart som beskrevs av Forster 1961. Agrodiaetus splendens ingår i släktet Agrodiaetus och familjen juvelvingar. Inga underarter finns listade i Catalogue of Life.